# Jakob Nielsen (forfatter)
 For alternative betydninger, se Jakob Nielsen. (Se også artikler, som begynder med Jakob Nielsen)
Jakob (eller Jacob) Nielsen (26. december 1830 i Lindum ved Hobro - 4. marts 1901 i Aarhus) var en dansk forfatter. 
1851 dimitteredes han fra Ranum Seminarium og var siden skolelærer i forskellige midtjyske landsbyer. 1867 udsendte han sin første bog Jysk Bondeliv af Knud Skytte, et mærke, han også altid brugte under sin følgende flittige produktion, hvoraf kan nævnes samlingerne Landsbyfolk, Fra Østjylland, Før og nu og de større fortællinger Ryddelars, Bedstemoster, Politik og Svogerskab. Det jyske almueliv, som han kendte til bunds, skildrer han både ædruelig og sympatetisk, ofte med et fordringsløst lune, og han vandt fortjent yndest blandt de klasser, hvorfra han henter sit stof.